# Jan Kochanowicz
Jan Kochanowicz (ur. 23 czerwca 1879 we Włocławku, zm. 3 października 1969 w Warszawie) – polski aktor, reżyser i nauczyciel teatralny, działacz Związku Artystów Scen Polskich, publicysta, działacz emigracyjny, uczestnik wydarzeń rewolucji 1905 roku, żołnierz Legionów Polskich Piłsudskiego.

## Życiorys

### Młodość i wykształcenie

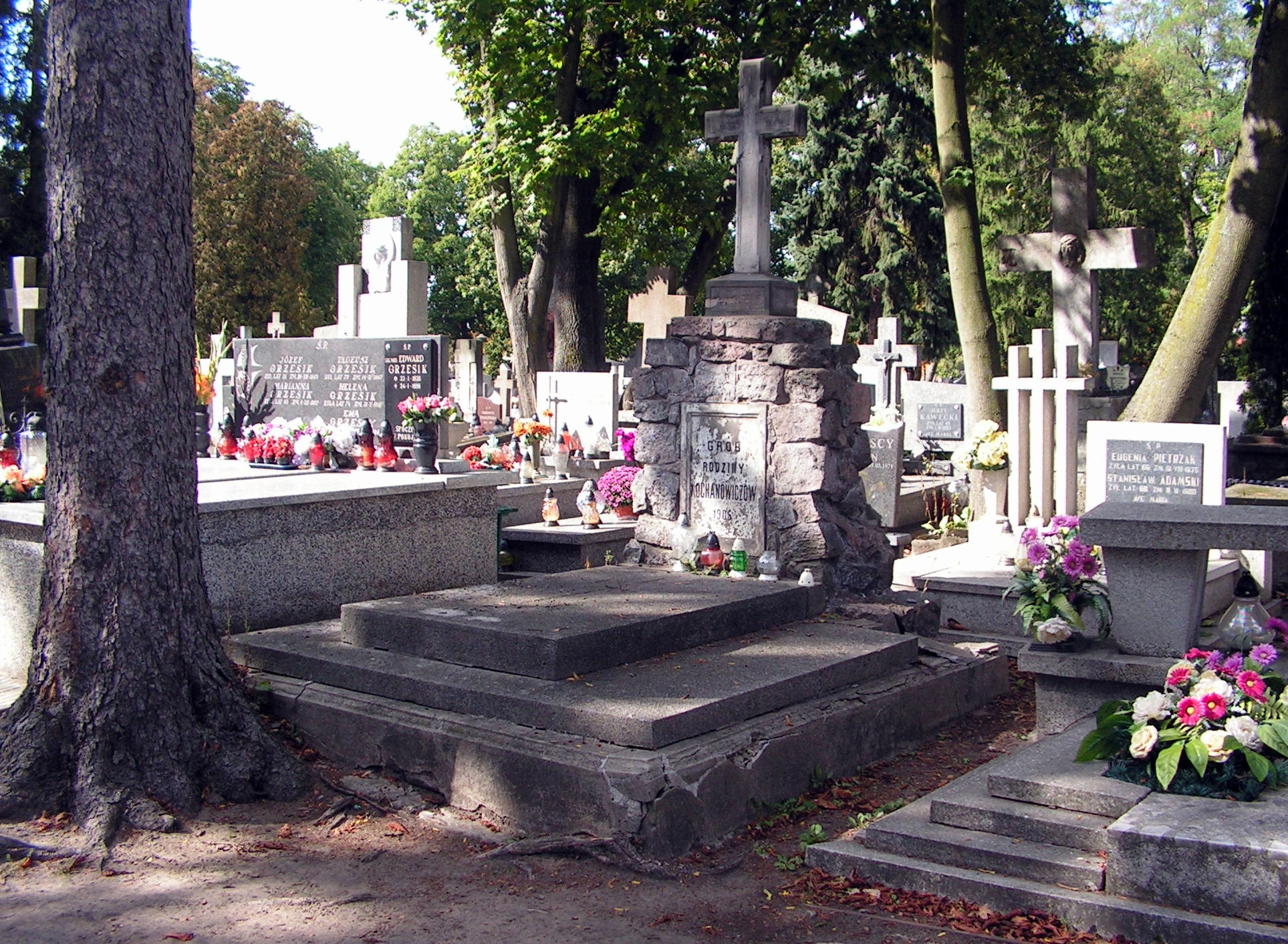
Grób Michała i Emilii Kochanowiczów na cmentarzu komunalnym we Włocławku

Urodził się w rodzinie kupca Michała Kochanowicza (1837–1914) i jego żony Emilii z Lesińskich (1842–1905). Jego ojciec był właścicielem nieruchomości we Włocławku, sklepu kolonialnego i statków żeglugi wiślanej, a wcześniej lakiernikiem. Wśród jego rodzeństwa byli: doktor medycyny Stanisław Zachariasz Kochanowicz (1867–1917), Maria Adamina Kochanowicz (1869–1918), inż. Kwiryn Leon Wojciech Kochanowicz (1872–1953), fabrykant Józef Aleksander Kochanowicz (1875–1957), Franciszka Kochanowicz (1877–1884) oraz Cecylia Barbara Frąckiewicz (1881–1942). Jednym z jego bratanków był Tadeusz Kochanowicz (1910–1995), urzędnik okresu II Rzeczypospolitej i Polskiej Rzeczypospolitej Ludowej (podsekretarz stanu), w czasie wojny łącznik Rządu RP na uchodźstwie, autor wspomnień.
W 1898 r. uzyskał maturę w Gimnazjum Realnym w Kałudze. W latach 1898–1900 studiował na Instytucie Politechnicznym w Warszawie. Po odbyciu służby wojskowej w latach 1901–1902, podjął studia w dziedzinie nauk społecznych w Niemczech.

### Rewolucja 1905 roku i emigracja
Był uczestnikiem wydarzeń rewolucji 1905 r. we Włocławku. Po udziale w akcji zorganizowanej przez Polską Partię Socjalistyczną musiał opuścić kraj.
Przez kolejne 6 lat mieszkał w Chicago w Stanach Zjednoczonych. Tu trudnił się jako redaktor czasopisma o orientacji socjalistycznej Dziennik Ludowy. Był jednym ze współtwórców i aktywnych działaczy polskiej sekcji amerykańskiej Partii Socjalistycznej, powstałej z rozłamu w Związku Zagranicznego Socjalistów Polskich (zagranicznego oddziału polskiej PPS). Był też współtwórcą i sekretarzem Polskiego Uniwersytetu Ludowego i wykładowcą Wędrownego Uniwersytetu Robotniczego.
W tym okresie uczynił pierwsze kroki na swojej drodze aktorskiej, występując w przedstawieniach teatru amatorskiego Towarzystwa Nowe Życie w Chicago.

### Powrót do Polski, początki kariery aktorskiej i udział w I wojnie światowej
W 1911 r. powrócił do Polski. Osiedlił się we Lwowie, gdzie rozpoczął studia aktorskie pod kierownikiem J. Chmielińskiego. W maju 1913 r. zadebiutował na scenach polskich przedstawieniem w Przemyślu. Przez kolejny rok należał do zespołu Teatru im. Juliusza Słowackiego w Krakowie.
Po wybuchu I wojny światowej przystąpił do Legionów Polskich Piłsudskiego, w których walczył przez kolejny rok.
W sezonie teatralnym 1915/16 powrócił do Teatru im. Juliusza Słowackiego w Krakowie. W kolejnym sezonie występował w Teatrze Wielkim w Lublinie, zaś w sezonie 1917/18 w Teatrze Polskim w Warszawie. W Lublinie zadebiutował jako reżyser wystawiając sztukę Mazepa. W sezonie teatralnym 1918/19 był aktorem zespołu warszawskich Teatrów Miejskich.

### Dwudziestolecie międzywojenne i II wojna światowa

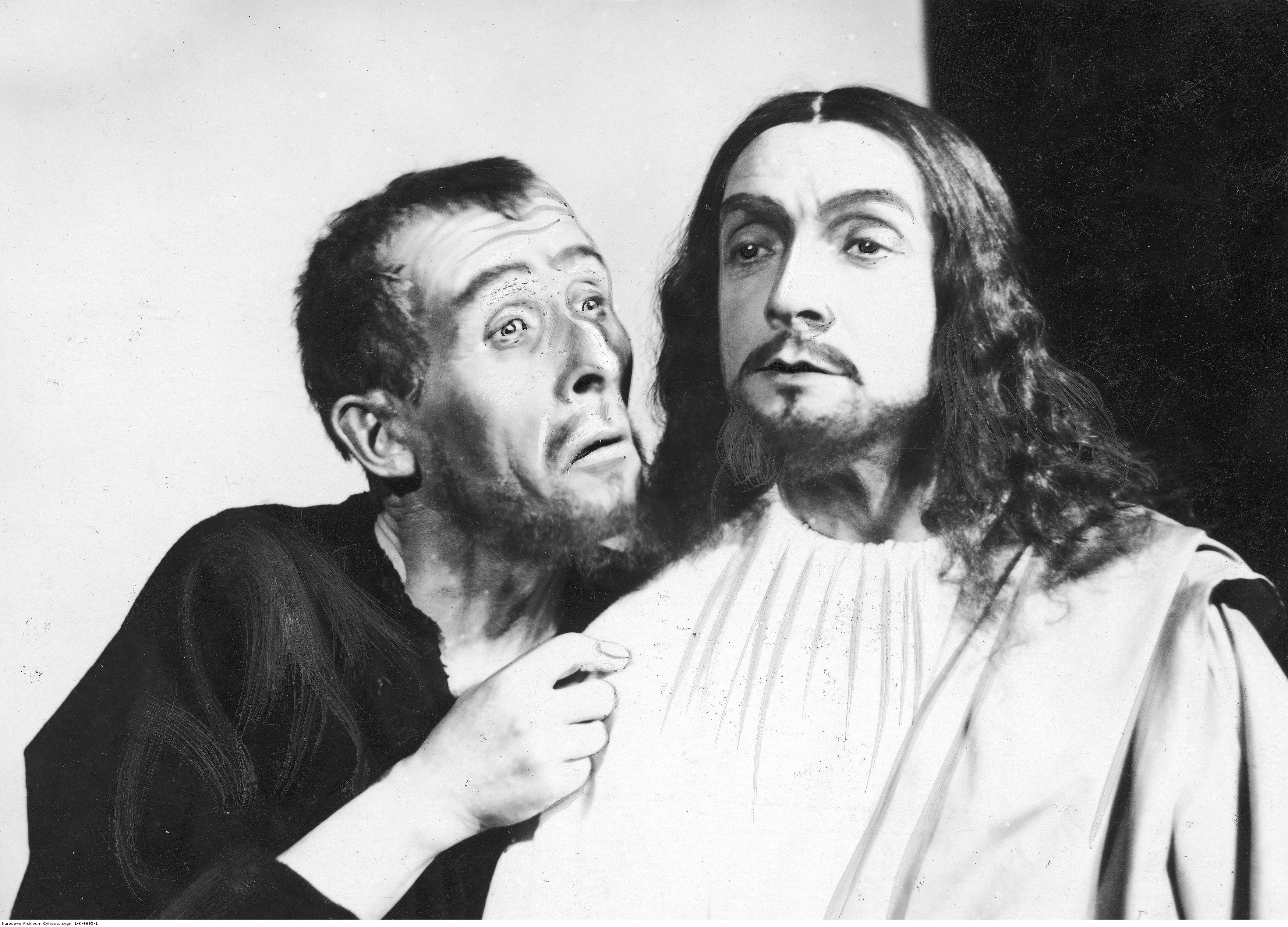
Jan Kochanowicz w roli Chrystusa

W latach 1919–1924 grał w Teatrze Reduta. Tu po raz pierwszy został zatrudniony na stałe jako reżyser teatralny. Z Teatru Reduty odszedł z powodu konfliktu z dyrektorem Juliuszem Osterwą.
W sezonie 1924/25 występował i reżyserował w Teatrze im. Wojciecha Bogusławskiego w Warszawie. Kolejne sezony spędził kolejno w zespole Teatrów Miejskich w Łodzi i Teatrze Miejskim w Lublinie. W sezonie teatralnym roku 1927/28 był współkierownikiem Teatru Nowego w Poznaniu. W latach 1928–1929 występował i reżyserował w Teatrze Ateneum w Warszawie (wówczas Placówka Żywego Słowa), a w latach 1929–1930 w Teatrze Miejskim w Toruniu. W 1930 r. pracował w Teatrze Polskim w Warszawie.
W latach 1932–1935 trudnił się jako aktor i reżyser Teatru Polskiego w Katowicach. Kolejne sezony spędził kolejno w Teatrach Miejskich w Łodzi (1935/36), Teatrze Miejskim w Sosnowcu (1936/37) i w Instytucie Reduty (1937/38). W 1937 r. wystąpił gościnnie w Teatrze Kameralnym w Warszawie.
W 1931 i 1938 r. zagrał epizodyczne role w dwóch filmach: Uwiedziona i Serce matki.
Po wybuchu II wojny światowej Kochanowicz nie prowadził swojej kariery teatralnej. Utrzymywał się ze sprzedaży artykułów malarskich.

#### Działalność związkowa i popularyzatorska
W 1918 r. Kochanowicz był jednym ze współinicjatorów powołania Związku Artystów Scen Polskich. Jako członek komisji był współautorem statutu organizacji. Później był wieloletnim członkiem Zarządu Głównego i Naczelnej Rady Artystycznej ZASP. W 1946 r. otrzymał tytuł zasłużonego członka ZASP.
W 1919 r. zainicjował powstanie czasopisma Scena Polska, którego został później redaktorem. Było to pierwsze ogólnopolskie czasopismo o tematyce teatralnej. W 1920 r. był redaktorem Jednodniówki aktora.
Kochanowicz wygłaszał liczne odczyty na temat pracy w teatrze. W latach 1921–1924 i w sezonie 1931/32 był profesorem gry scenicznej w Oddziale Dramatycznym Państwowego Konserwatorium Muzycznego w Warszawie. W latach 1921–1922 i 1929–30 był profesorem gry scenicznej w Szkole H.J. Hryniewieckiej.

### W okresie Polskiej Rzeczypospolitej Ludowej
Po wojnie Kochanowicz powrócił do kariery aktorskiej. W 1945 r. był współorganizatorem Studia Teatralnego przy Teatrze Miejskim w Łodzi. W sezonie teatralnym 1945/46 grał i reżyserował w Teatrze Kameralnym Domu Żołnierza w Łodzi oraz w Teatrze Komedii Muzycznej Lutnia.
W latach 1946–1949 pracował w Miejskich Teatrach Dramatycznych w Warszawie. W 1947 r. był kierownikiem sceny Rozmaitości tego teatru. W latach 1949–1959 był aktorem i reżyserem Teatru Powszechnego w Warszawie. W sezonie 1952/53 występował i reżyserował gościnnie w Teatrze Ziemi Opolskiej. W tym czasie obchodził też jubileusz 40-lecia pracy artystycznej (17 maja 1949 r.). Ostatnią sztukę (Ciotunia) wystawił w Teatrze im. Aleksandra Węgierki w Białymstoku. Ostatnią rolę zagrał w 1962 r. w sztuce Kariera Artura Ui w Teatrze Współczesnym w Warszawie. 23 czerwca 1967 r. obchodził jubileusz pięćdziesięciolecia pracy w teatrze.
W 1958 r. otrzymał Nagrodę Miasta Stołecznego Warszawy. W kolejnym roku został prezesem honorowym Stowarzyszenia Polskich Artystów Teatru i Filmu. W 1959 r. przeszedł na emeryturę.
W 1949 r. przez krótki okres pracował jako wykładowca w Państwowej Wyższej Szkole Aktorskiej w Warszawie.
W 1951 i 1958 r. trzykrotnie wystąpił w Teatrze Polskiego Radia. W latach 1959–1961 zagrał w trzech spektaklach Teatru Telewizji. w 1954 r. zagrał epizodyczną rolą w etiudzie szkolnej Ostatni wieczór, a w 1960 r. rolę drugoplanową w filmie Rzeczywistość.
Zmarł 3 października 1969 roku w Warszawie, spoczął na cmentarzu Wojskowym na Powązkach (kwatera A32-3-23 ).

## Życie prywatne
W czasie swojej pracy w Krakowie, mieszkał przy ul. św. Filipa 23
Przed wojną zamieszkał przy ul. Goraszewskiej 26 na osiedlu Sadyba w Warszawie, gdzie pozostał do końca życia. Po raz pierwszy pojawia się zameldowany pod tym adresem w Spisie Abonentów Warszawskiej Sieci Telefonów Polskiej Akcyjnej Spółki Telefonicznej na rok 1937/38. Irena Horoszkiewicz, córka przedwojennych właścicieli sąsiedniego dworku przy ul. Goraszewskiej 24, wspominała, że mieszkańcy ulicy, w tym Jan Kochanowicz, doskonale się wzajemnie znali i spotykali przy grze w brydża.
Był żonaty z aktorką Wandą Marwicz z Eiblów (1905–1981).

## Spuścizna

### Ocena gry
W opinii T. Kołakowskiego, Kochanowicza charakteryzowały dobre warunki zewnętrzne (średni wzrost, szczupła budowa ciała, dźwięczny głos i inne cechy). Tadeusz Byrski wspominał, że Kochanowicz uchodził za rezonera. Oceniając rolę Kochanowicza jako Sartoriusza, A. M. Swiniarski stwierdził, że maskarada jest jedną ze specjalności Kochanowicza. W jego ocenie, Kochanowicz rozwinął się jako aktor pracując w Teatrze Reduta, nie bez znaczenia było też jego doświadczenie jako dziennikarza. Cechowały go duży szacunek wobec tekstu i erudycja. Dyrektor Teatru Reduta Juliusz Osterwa także podkreślił dobre warunki fizyczne Kochanowicza (szczupła sylwetka, inteligentne spojrzenie) oraz talent do maskarady. Według niego, potrafił tworzyć prawdziwe postaci, nawet gdy wydawały się być nieprawdopodobne.
Za najlepsze role Kochanowicza uchodzą postacie Damiana w Ślubach (wg T. Byrskiego), Lelewela w Nocy listopadowej (wg Antoniego Słonimskiego), Sartoriusza w Szczyglim zaułku, Pawła Alberta Lenoira w Archipelagu Lenoira, Dyrektora w Dwóch teatrach (wg A. M. Swiniarskiego).
Jan Kochanowicz uważał, że sztuki teatralne powinny być ambitne.
Do myśli Jana Kochanowicza nawiązywał m.in. Olgierd Łukaszewicz.

### Twórczość

#### Jako aktor

##### Role teatralne
Teatr Miejski im. Juliusza Słowackiego, Kraków
- 1913 – Stracone zachody miłosne jako Mercat
- 1914 – Pigmalion jako Pułkownik Pickering
- 1915 – Warszawianka jako Bonawentura Niemojowski

Teatr Polski, Warszawa
- 1917 – Sułkowski jako Sułkowski
- 1917 – Wieczór Trzech Króli jako Antoni
- 1918 – Judasz z Kariothu jako Piotr (reż. Ludwik Solski)
- 1930 – Noc listopadowa jako Joachim Lelewel

Teatr Reduta, Warszawa
- 1919 – Ponad śnieg bielszym się stanę jako Starszy żołnierz/Światobór (reż. Juliusz Osterwa)
- 1920 – W małym domku jako Doktór
- 1920 – Papierowy kochanek jako Krawiec
- 1920 – Fircyk w zalotach jako Aryst
- 1920 – Pomsta jako Kyciuś (reż. Mieczysław Limanowski i J. Osterwa)
- 1921 – Przechodzień jako Jerzy Barcz (reż. M. Limanowski i J. Osterwa)
- 1921 – Balwierz zakochany jako Xawery/Rafael/Licencjat (reż. M. Limanowski i J. Osterwa)
- 1921 – Wytworny szachraj jako Glebowski/Sołtanowicz (reż. M. Limanowski i J. Osterwa)
- 1922 – Ulica dziwna jako Burmistrz (reż. Adam Dobrodzicki)
- 1922 – Alchemik miłości jako Czarny Pierot/Zenon (reż. Maria Dulębianka)
- 1922 – Judasz jako Kaifasz (reż. M. Limanowski, J. Osterwa)
- 1922 – Tragedia Eumenesa jako Eumenes (reż. Jan Kochanowicz)
- 1923 – Lekkoduch jako Pan z policji (reż. M. Limanowski, J. Osterwa)
- 1923 – Turoń jako Józef Chwalibóg (reż. M. Limanowski, J. Osterwa)

Teatr im. Bogusławskiego, Warszawa
- 1924 – Podróż po Warszawie jako Aktor niesforny/Wilhelm
- 1924 – Opowieść zimowa jako Poliksenes (reż. J. Kochanowicz, Leon Schiller)
- 1925 – Bandurka jako Rogacz (reż. L. Schiller)
- 1925 – Kniaź Patiomkin jako Mitienko (reż. L. Schiller)
- 1925 – Złoty Płaszcz jako Taj Fah Min/ Loj Gong-Piorun (reż. Janusz Strachocki)
- 1925 – Żołnierz królowej Madagaskaru jako Mącki (reż. J. Kochanowicz)

Zespół Teatrów Miejskich, Łódź
- 1925 – Otello jako Jago
- 1935 – Każdy człowiek jako Człowiek

Teatr Miejski, Lublin
- 1926 – Dziady jako Ksiądz Piotr

Teatr Nowy im. Heleny Modrzejewskiej, Poznań
- 1927 – Sen jako Wódz Czarnych Wojsk (reż. Edmund Wierciński)
- 1927 – Maski jako Paskal (reż. E. Wierciński)
- 1927 – Papierowy kochanek jako Hipolit

Teatr Ateneum im. Stefana Jaracza, Warszawa
- 1928 – Śluby jako Damian
- 1928 – Kwadratura koła jako Wasia (reż. J. Kochanowicz)
- 1928 – Złamana drabina jako Książę de Coulaine (reż. J. Kochanowicz)
- 1928 – Mirandolina jako Kawaler di Ripafratta
- 1928 – Wilki jako Quesnel (reż. J. Kochanowicz)
- 1928 – W noc lipcową jako Maroński
- 1928 – Powsinogi beskidzkie jako Śklarz

Teatr Miejski, Toruń
- 1929 – Adwokat i róże jako Adwokat (reż. J. Kochanowicz)
- 1929 – Maria Stuart jako Darnley (reż. J. Kochanowicz)

Teatr Polski, Katowice
- 1932 – U mety jako Franciszek (reż. J. Kochanowicz)
- 1932 – Kupiec wenecki jako Antonio
- 1932 – Artyści jako Skid Johnson (reż. J. Kochanowicz)
- 1932 – Stefek jako Cezar (reż. J. Kochanowicz)
- 1932 – Koriolan jako Koriolan
- 1932 – Polityka i miłość jako Zachara (reż. J. Kochanowicz)

Teatr Kameralny, Warszawa
- 1937 – Współczucie, wiele ról (reż. Karol Adwentowicz)

Instytut Reduty, Warszawa
- 1938 – Uciekła mi przepióreczka jako Ciekocki (reż. J. Osterwa)
- 1939 – Haneczka i duch jako Redaktor (reż. Stanisław Janowski)

Teatr Kameralny Domu Żołnierza, Łódź
- 1945 – Pigmalion jako Jegomość o wyglądzie wojskowym/Pułkownik Pickering (reż. Michał Melina)
- 1945 – Głupi Jakub jako Doktor
- 1945 – Ich czworo jako Mąż

Miejskie Teatry Dramatyczne, Warszawa
- 1946 – Wesele jako Dziennikarz (reż. Kazimierz Wilamowski)
- 1947 – Dwa teatry jako Dyrektor (reż. J. Kochanowicz)
- 1947 – Żabusia jako Bartnicki (reż. J. Kochanowicz)
- 1948 – Archipelag Lenoir jako Paweł Albert Lenoir (reż. J. Kochanowicz)
- 1949 – Szczygli zaułek jako Sartoriusz (reż. Eugeniusz Poreda)
- 1949 – Głupi Jakub jako Doktór (reż. Irena Ładosiówna)
- 1950 – Moskiewski charakter jako Griniow Fiedor Stiepanowicz (reż. Karol Borowski)
- 1951 – Awans jako Inżynier Bieluń (reż. Zbigniew Sawan)
- 1952 – Rodzinka jako Horacy Perrault (reż. Kazimierz Pawłowski)
- 1953 – Chirurg jako Terentij Osipowicz Bublik (reż. Tadeusz Kubalski)
- 1954 – Zdarzenie jako Szymon Kudela (reż. Stanisława Perzanowska)
- 1956 – Złota kareta jako Paweł Niepriachin (reż. Henryk Szletyński)
- 1956 – Filomena Marturano jako Alfredo Amoroso (reż. Adam Hanuszkiewicz)
- 1957 – Podróż po Warszawie jako Dziadek (reż. Maryna Broniewska)
- 1957 – Arszenik i stare koronki jako Pastor Harper (reż. A. Hanuszkiewicz)
- 1957 – Klątwa jako Dzwonnik (reż. Irena Babel)
- 1958 – Bartłomiejowy jarmark jako kapitan Krztyna (reż. Barbara Kilkowska)
- 1958 – Elżbieta królowa Anglii jako Arcybiskup (reż. H. Szletyński)
- 1959 – Pod mlecznym lasem jako Lord Kryształ (reż. I. Babel)

Teatr Ziemi Opolskiej, Opole
- 1953 – Niemcy jako Profesor Sonnenbruch (reż. J. Kochanowicz, Ireneusz Erwan)

Teatr Współczesny, Warszawa
- 1962 – Kariera Artura Ui jako Obrońca (reż. Erwin Axer)[3]

##### Filmografia
- 1931 – Uwiedziona jako obrońca (reż. Michał Waszyński)
- 1938 – Serce matki jako lekarz (reż. M. Waszyński)
- 1954 – Ostatni wieczór jako doktor Hans Janke (reż. Stanisław Jędryka)
- 1960 – Rzeczywistość jako rektor Uniwersytetu Wileńskiego (reż. Antoni Bohdziewicz)[15]

##### W Teatrze Telewizji i Polskiego Radia
Teatr Polskiego Radia
- 1951 – Dwie wizyty jego ekscelencji jako Ksiądz (reż. Zbigniew Koczanowicz)
- 1958 – Pikawki, wiele ról (reż. Wiesław Opałek)
- 1958 – Ulicznik warszawski jako Nieznajomy (reż. Rudolf Ratschka)

Teatr Telewizji
- 1959 – Zdemaskowanie Blanco Posneta (reż. Jerzy Kreczmar)
- 1961 – Choucas, wiele ról (reż. Andrzej Szafiański)
- 1962 – Pierwsza koniugacja jako Dyrektor (reż. Stanisław Wohl)[3][15]

#### Jako reżyser
Teatr Wielki, Lublin
- 1916 – Mazepa

Teatr Reduta, Warszawa
- 1922 – Tragedia Eumenesa

Teatr im. Wojciecha Bogusławskiego, Warszawa
- 1924 – Opowieść zimowa (wspólnie z L. Schillerem)
- 1925 – Żołnierz królowej Madagaskaru

Teatr Nowy im. Heleny Modrzejewskiej, Poznań
- 1927 – Gwałtu, co się dzieje!
- 1927 – Robert i Bertrand, czyli dwaj złodzieje
- 1927 – Świecznik
- 1927 – Złamana drabina
- 1928 – Papierowy kochanek
- 1928 – Nieuchwytny
- 1928 – Chłopi
- 1928 – Czy jest co do oclenia?
- 1928 – Mąż z grzeczności
- 1928 – Gra ról

Teatr Ateneum im. Stefana Jaracza, Warszawa
- 1928 – Kwadratura koła
- 1929 – Złamana drabina
- 1929 – Wilki
- 1929 – Oj młody, młody!

Teatr Miejski, Toruń
- 1929 – Bardzo starannie i subtelnie
- 1929 – Adwokat i róże
- 1929 – Sułkowski
- 1929 – Maria Stuart

Teatr Polski, Katowice
- 1932 – U mety
- 1932 – Artyści
- 1932 – Stefek
- 1932 – Polityka i miłość

Teatr miejski, Sosnowiec
- 1936 – Głupi Jakub
- 1936 – U mety
- 1936 – Dar Poranka

Teatr Komedii Muzycznej Lutnia, Warszawa
- 1946 – Król Włóczęgów

Teatr Kameralny Domu Żołnierza, Łódź
- 1946 – Roxy

Miejskie Teatry Dramatyczne, Warszawa
- 1947 – Dwa teatry
- 1947 – Pigmalion
- 1947 – Szklana menażeria
- 1947 – Żołnierz i bohater
- 1947 – Żabusia
- 1948 – R.H. Inżynier
- 1948 – Mężczyzna
- 1948 – Archipelag Lenoir
- 1950 – Moralność pani Dulskiej
- 1951 – Szczygli zaułek

Teatr Ziemi Opolskiej, Opole
- 1952 – Mieszczki wodne
- 1953 – Niemcy
- 1953 – Niewinni winowajcy (opieka reżyserska)

Teatr im. Aleksandra Węgierki, Białystok
- 1955 – Ciotunia[3].

#### Jako scenograf
Teatr Miejski, Toruń
- 1924 – Rewizor

#### Autor podręczników
Kochanowicz był autorem kilku podręczników gry teatralnej. Na łamach Wstępu do nauki o teatrze z 1929 r. sformułował pierwszą w historii definicję pojęcia polityki teatralnej.
- Wstęp do nauki o teatrze (Warszawa, 1929)
- Zarys nauki żywego słowa (Warszawa, 1936)
- Reżyseria w teatrze ludowym (Warszawa, 1939)
- Podstawy recytacji i mowy sceniczne (Warszawa, 1959) – wspólnie z H. Szletyńskim i B. Wieczorkiewiczem[3].

## Ordery i odznaczenia
- Krzyż Komandorski z Gwiazdą Orderu Odrodzenia Polski (1959)[27]
- Krzyż Kawalerski Orderu Odrodzenia Polski (15 lipca 1954)[28]
- Medal 10-lecia Polski Ludowej (19 stycznia 1955)[29]
- Odznaka 1000-lecia Państwa Polskiego (1967)[27]